# Apoboleus degener
Apoboleus degener är en insektsart som beskrevs av Karsch 1891. Apoboleus degener ingår i släktet Apoboleus och familjen gräshoppor. Inga underarter finns listade i Catalogue of Life.